# Condado de Fremont (Iowa)
El condado de Fremont (en inglés: Fremont County, Iowa), fundado en 1847, es uno de los 99 condados del estado estadounidense de Iowa. En el año 2000 tenía una población de 8010 habitantes con una densidad poblacional de 6 personas por km². La sede del condado es Sidney.

## Historia
El Condado de Fremont, se formó en 1847. Fue nombrado por el oficial militar John C. Fremont.

## Geografía
Según la Oficina del Censo, el condado tiene un área total de 1338 km² (516,6 mi²), de la cual 1324 km² (511,2 mi²) es tierra y 15 km² (5,8 mi²) es agua.

### Condados adyacentes
- Condado de Mills norte
- Condado de Page este
- Condado de Atchison, Misuri sur
- Condado de Otoe, Nebraska suroeste
- Condado de Cass, Nebraska noroeste

## Demografía

Condado de Fremont distribución de la población por edad y sexo, censo de 2000

En el 2000 la renta per cápita promedia del condado era de $38 345, y el ingreso promedio para una familia era de $46 547. El ingreso per cápita para el condado era de $18 081. En 2000 los hombres tenían un ingreso per cápita de $30 822 contra $23 003 para las mujeres. Alrededor del 9.50% de la población estaba bajo el umbral de pobreza nacional.
| 1900   | 1910   | 1920   | 1930   | 1940   | 1950   | 1960   | 1970 | 1980 | 1990 | 2000 |
| ------ | ------ | ------ | ------ | ------ | ------ | ------ | ---- | ---- | ---- | ---- |
| 18 546 | 15 623 | 15 447 | 15 533 | 14 645 | 12 323 | 10 282 | 9282 | 9401 | 8226 | 8010 |

## Lugares

### Ciudades y pueblos
- Farragut
- Hamburg
- Imogene
- Randolph
- Riverton
- Shenandoah (parte)
- Sidney
- Tabor
- Thurman

### Comunidades no incorporadas
- Bartlett

### Principales carreteras
- Interestatal 29
- U.S. Highway 59
- U.S. Highway 275
- Carretera de Iowa 2
- Carretera de Iowa 333